# L'Enfant de la tempête
Pour plus de détails, voir Fiche technique et Distribution.
L'Enfant de la tempête (titre original : Jenny Be Good) est un film muet américain réalisé par William Desmond Taylor, sorti en 1920.

## Synopsis
Lorsque l'aventure amoureuse d'une jeune femme est interrompue par l'influence des parents de son fiancé, elle se tourne vers son talent artistique de violoniste pour se consoler. Alors qu'elle est sur le point d'atteindre un grand succès en musique, elle est soudainement confrontée au retour de l'homme qu'elle aime, et elle doit faire un choix.

## Fiche technique
- Titre original : Jenny Be Good
- Titre français : L'Enfant de la tempête
- Réalisation : William Desmond Taylor
- Scénario : Julia Crawford Ivers (scénario) d'après le roman de Wilbur Finley Fauley
- Chef-opérateur : James Van Trees
- Dates de sortie : 
  - États-Unis : 30 avril 1920
  - France : 23 mars 1923 (à Paris)

## Distribution
- Mary Miles Minter : Jenny Riano
- Jay Belasco : Royal Renshaw

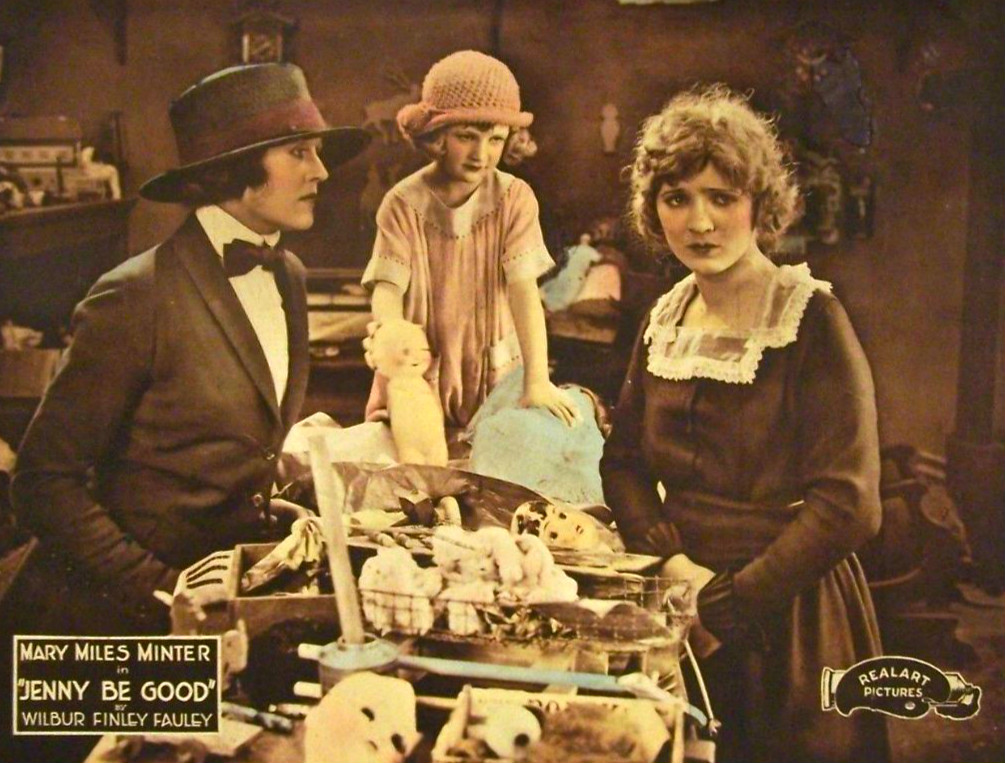
Carte promotionnelle du film.

- Margaret Shelby : Jolanda Van Mater
- Fred R. Stanton : Aaron Shuttles
- Sylvia Ashton : Sophia Shuttles
- J. Edwin Brown : Professeur Gene Jiggs
- Lillian Rambeau : Mrs. Van Mater
- Catherine Wallace : Polly Primrose
- Fanny Cossar : Clementina Jiggs
- Maggie Fisher : Nancy Beedle
- Grace Pike : Mrs. Rossiter-Jones